# Rotbrauner Reismehlkäfer
Der Rotbraune Reismehlkäfer (Tribolium castaneum) ist ein Käfer aus der Familie der Schwarzkäfer (Tenebrionidae).

## Merkmale
Die in Mitteleuropa vorkommenden Reismehlkäfer sind schwarz bis rotbraun gefärbt, zum Teil glänzend, zum Teil gefurcht. Sie sind zwischen 2 und 6 Millimeter lang. Die Larven werden bis zur Verpuppung etwa bis zu zehn Millimeter lang und sind zuerst weiß, später gelblich und haben bei einigen Arten eine dunklere Kopfkapsel. Der Körper ist länglich schmal, Kopf und Halsschild sind etwas dunkler als die Flügeldecken. Die Fühler enden in einer dreigliedrigen Keule. Die Flügeldecken sind mit Längsleisten versehen, zwischen denen sich jeweils eine Reihe feiner Punkte befindet.
Die Eier sind mit einem klebrigen Sekret bedeckt, so dass sie am Brutsubstrat gut haften und schwer zu entdecken sind.
Die Larven sind raupenähnlich, gelblich gefärbt und erreichen eine Länge von bis zu zehn Millimetern. Die Kopfkapsel ist dunkel gefärbt. Der Larvenkörper besitzt drei Laufbeinpaare und am 9. Hinterleibssegment zwei Nachschieber.
Die Puppen sind gelblich bis bräunlich gefärbt und drei bis vier Millimeter lang. Sie liegen frei im Brutsubstrat.

## Vorkommen
Ursprünglich vor allem in Indien und Südostasien beheimatet, sind Reismehlkäfer inzwischen durch den globalen Handel mit Nahrungsmitteln als Kulturfolger weltweit verbreitet. Die kälteempfindlichen Käfer findet man in Mitteleuropa vorwiegend in warmen Gebäuden mit Lagerräumen wie Großbäckereien, Getreidesilos und Mühlen, in die sie über Nahrungsmittelimporte und folgend in den Einzelhandel gelangen.

## Lebensweise
Die Käfer können bis zu drei Jahre alt werden, während dieser Zeit legt ein Weibchen täglich mehrere Eier, insgesamt bis zu 1.000 Stück. Die idealen Entwicklungsbedingungen liegen zwischen 32 und 37 °C und 70 Prozent Luftfeuchtigkeit, der Zyklus vom Ei bis zur Imago wird innerhalb von 27 bis 35 Tagen durchlaufen.

### Schädling
Tribolium castaneum zählt zu den Vorratsschädlingen, er befällt Lebensmittel, bevorzugt Mehl- und Getreidevorräte, aber auch Nüsse sowie Erbsen, Bohnen, Sämereien, Rosinen, Kakao, Sonnenblumenkerne, Erdnüsse. Reismehlkäfer können fliegen und breiten sich daher innerhalb der befallenen Räumlichkeit aus. Der Käfer ist sehr kälteempfindlich.
Unter optimalen Lebensbedingungen kann es schnell zu hohen Populationsdichten und starken Schäden an gelagerten Lebensmitteln kommen.

### Bekämpfung
Befallene Lebensmittel sind ungenießbar, können eine Gesundheitsgefahr darstellen und müssen weggeworfen werden. Neu erworbene Produkte können 24 Stunden lang im Tiefkühlfach aufbewahrt werden, innerhalb dieser Zeitspanne sind alle Entwicklungsstadien abgetötet. Ferner sind verschiedene Kontaktinsektizide sowie giftfreie Produkte auf Kieselsäurebasis im Handel. Letztere zerstören die Cuticula, was zum Austrocknen der Käfer führt.

## Ähnliche Arten
In Mitteleuropa häufig anzutreffen ist der Amerikanische Reismehlkäfer (Tribolium confusum), der Große Reismehlkäfer (Tribolium destructor), der Rotbraune Reismehlkäfer (Tribolium castaneum) und der Schwarze Reismehlkäfer (Tribolium madens). Ein ähnlich aussehender Schädling aus der Familie der Schwarzkäfer ist der Schwarzglänzende Getreideschimmelkäfer.
Der Amerikanische Reismehlkäfer (Tribolium confusum), der ursprünglich aus Afrika stammt, sieht Tribolium castaneum zum Verwechseln ähnlich. Er ist heute in kühleren Gegenden auf der ganzen Welt wie beispielsweise den nördlichen Bundesstaaten der USA anzutreffen. Ein Unterscheidungsmerkmal ist allerdings die deutlich abgesetzt dreigliedrige Endkeule des Fühlers bei Tribolium castaneum. Bei Tribolium confusum nehmen die Glieder zur Spitze hin graduell an Größe zu, ohne eine Keule zu bilden. Weitere Unterscheidungsmerkmale: Bei Tribolium confusum oberhalb der Augen eine abgesetzte, vorspringende Kante, Pronotum bei Tribolium castaneum in der Mitte am breitesten, bei Tribolium confusum im vorderen Drittel.

## Modellsystem in der Wissenschaft
Tribolium castaneum ist dabei, sich zu einem wichtigen genetischen Modellsystem zu entwickeln. Er ist seit dem 24. März 2008 der erste Käfer, dessen Erbgut sequenziert wurde; sein Genom umfasst 13.000 Gene (zum Vergleich: der Mensch hat ca. 20.000 Gene), davon einige hundert, die in Drosophila nicht gefunden wurden. Die Funktion von Genen kann im Reismehlkäfer sehr effizient durch systemische RNA-Interferenz (RNAi) ausgeschaltet werden. Schließlich ist die Missexpression von Genen möglich und weitere transgene Methoden sind etabliert. Die Wissenschaft erhofft sich vom Modellsystem Mehlkäfer Erkenntnisse über die Embryonalentwicklung, die Metamorphose, die Evolution der Körpervielfalt und die Kontrolle von Schädlingen.
Außerdem spielt er eine bedeutende Rolle als Beispiel für die biologische Anwendung der Chaostheorie. Insbesondere sein Kannibalismus führt zu einer nichtlinearen Populationsdynamik mit vielfältigen Eigenschaften, die Gegenstand zahlreicher Untersuchungen sind.